# Football Club Viktoria Plzeň 2018-2019
Questa voce raccoglie le informazioni riguardanti l'Football Club Viktoria Plzeň nelle competizioni ufficiali della stagione 2018-2019.

## Rosa
| N. |                       | Ruolo | Calciatore       |
| -- | --------------------- | ----- | ---------------- |
| 1  | Slovacchia (bandiera) | P     | Matúš Kozáčik    |
| 2  | Rep. Ceca (bandiera)  | D     | Lukáš Hejda      |
| 4  | Rep. Ceca (bandiera)  | D     | Roman Hubník     |
| 6  | Slovacchia (bandiera) | C     | Roman Procházka  |
| 7  | Rep. Ceca (bandiera)  | C     | Tomáš Hořava     |
| 8  | Rep. Ceca (bandiera)  | D     | David Limberský  |
| 9  | Rep. Ceca (bandiera)  | C     | Martin Zeman     |
| 10 | Rep. Ceca (bandiera)  | C     | Jan Kopic        |
| 11 | Rep. Ceca (bandiera)  | C     | Milan Petržela   |
| 14 | Rep. Ceca (bandiera)  | D     | Radim Řezník     |
| 15 | Rep. Ceca (bandiera)  | A     | Michal Krmenčík  |
| 16 | Rep. Ceca (bandiera)  | P     | Aleš Hruška      |
| 17 | Slovacchia (bandiera) | C     | Patrik Hrošovský |

| N. |                       | Ruolo | Calciatore        |
| -- | --------------------- | ----- | ----------------- |
| 18 | Rep. Ceca (bandiera)  | A     | Tomáš Chorý       |
| 19 | Rep. Ceca (bandiera)  | C     | Jan Kovařík       |
| 20 | Rep. Ceca (bandiera)  | C     | Pavel Bucha       |
| 21 | Rep. Ceca (bandiera)  | D     | Tomáš Hájek       |
| 24 | Rep. Ceca (bandiera)  | D     | Milan Havel       |
| 25 | Rep. Ceca (bandiera)  | C     | Aleš Čermák       |
| 26 | Rep. Ceca (bandiera)  | C     | Daniel Kolář      |
| 28 | Slovacchia (bandiera) | D     | Marián Čišovský   |
| 30 | Rep. Ceca (bandiera)  | P     | Jakub Šiman       |
| 37 | Rep. Ceca (bandiera)  | A     | Jakub Řezníček    |
| 44 | Rep. Ceca (bandiera)  | D     | Luděk Pernica     |
| 90 | Nigeria (bandiera)    | C     | Ubong Moses Ekpai |

## Calciomercato
| Acquisti | Acquisti          | Acquisti      | Acquisti              |
| R.       | Nome              | da            | Modalità              |
| -------- | ----------------- | ------------- | --------------------- |
| C        | Ubong Moses Ekpai |               | definitivo (gratuito) |
| D        | Luděk Pernica     | Jablonec      | definitivo (gratuito) |
| C        | Roman Procházka   | Levski Sofia  | definitivo (gratuito) |
| C        | Jakub Řezníček    | Sigma Olomouc | prestito (gratuito)   |
| C        | Pavel Bucha       | Slavia Praga  | definitivo (gratuito) |